# Luna rossa (film 1998)
Luna rossa è un film-essay musicale del 1998 diretto da Georg Brintrup.

## Trama
Con l'ausilio della musica, il film compie un viaggio nella psiche della popolazione napoletana, dall'epoca arcaica ad oggi. I due napoletani Tony e Ciro percorrono in macchina le strade della loro città, mentre ascoltano alla radio la famosa canzone “Luna Rossa”. Improvvisamente la musica viene interrotta dalla notizia di un ennesimo delitto di camorra. I due si lamentano che la loro città si è ammalata, quasi come la canzone napoletana, che ormai dorme come il Vesuvio.

I due giungono a destinazione, un teatro dove sono in corso le riprese per un film sulla musica napoletana. Tony, un cantante, e Ciro un mimo (Pulcinella), fanno parte del set. Collaborano al film, che studia le radici della canzone napoletana. A fine film, mentre riattraversano la città in macchina, riflettono che la canzone napoletana è invece viva, anche se qualche volta dorme, come tutti del resto, Vesuvio incluso.

Questa cornice drammaturgica serve a dare spazio alle voci della gente comune. Grazie al commento dei “passanti”, lo sguardo su Napoli si scompone e si ricompone come l’immagine di un caleidoscopio. Ciascuno vede la sua città con la distanza di uno straniero: il pescivendolo, l’artigiano, la casalinga, il prete, il maestro, il fruttivendolo, la lavandaia, anziani e giovani si esprimono su temi che sono alla base della musica napoletana.

Il film, perciò, presenta la canzone napoletana nel complesso e dinamico contesto della sua quotidianità. In questo modo, questo genere musicale non viene categorizzato o classificato, ma viene presentato come un fenomeno vivo, necessario al temperamento dei napoletani.

## Retroscena
Il napoletano non ha interesse per la verità poiché ogni verità in fondo è brutta; egli neanche dà importanza all'utilità. Napoli si basa sulle sensazioni. A Napoli regna il sentimento.  Il film-essay inizia con questa didascalia, che è una libera citazione del filosofo estone-tedesco Hermann Graf Keyserling. Il lungometraggio non ha una trama vera e propria, ma è un collage di sguardi sulla città di Napoli, accompagnati da musica. E sono i napoletani stessi, passanti, interpretati da attori e figuranti, che commentano i vari aspetti della loro città.

## Critica
(Bernard Mérigaud in Télérama (No.2561) del 10 febbraio 1999)
(Raffaella Leveque in Il Mattino del 30 marzo 1998)